# Gymnelus esipovi
Gymnelus esipovi es una especie de pez de la familia de los Zoarcidae en el orden de los perciformes.

## Morfología
- Número de vértebras: 96-101.[1]

## Hábitat
Es un pez de mar y de clima polar que vive hasta los 40 m de profundidad.

## Distribución geográfica
Se encuentra en el Océano Ártico. 

## Observaciones
Es inofensivo para los humanos. 